# Александрија (Јужна Дакота)
Александрија (енгл. Alexandria) град је у америчкој савезној држави Јужна Дакота.

## Демографија
По попису из 2010. године број становника је 615, што је 52 (9,2%) становника више него 2000. године.
| Група             | 2000.       | 2010.       |
| Белци             | 558 (99,1%) | 600 (97,6%) |
| Афроамериканци    | 0 (0,0%)    | 0 (0,0%)    |
| Азијати           | 1 (0,2%)    | 3 (0,5%)    |
| Хиспаноамериканци | 1 (0,2%)    | 10 (1,6%)   |
| Укупно            | 563         | 615         |